# Клетни
Клетни — деревня в Высокогорском районе Татарстана. Входит в состав Высокогорского сельского поселения.

## География
Находится в северо-западной части Татарстана на расстоянии приблизительно 5 км на восток по прямой от районного центра поселка Высокая Гора.

## История
Основана в период Казанского ханства, с 1550-х годов русское поселение.

## Население
Постоянных жителей было: в 1782 году — 93 души мужского пола, в 1859—577, в 1897—548, в 1908—565, в 1920—575, в 1926—617, в 1938—467, в 1949—367, в 1958—318, в 1970—228, в 1989 — 55, 43 в 2002 году (русские 91 %), 46 в 2010.